# ありとはと

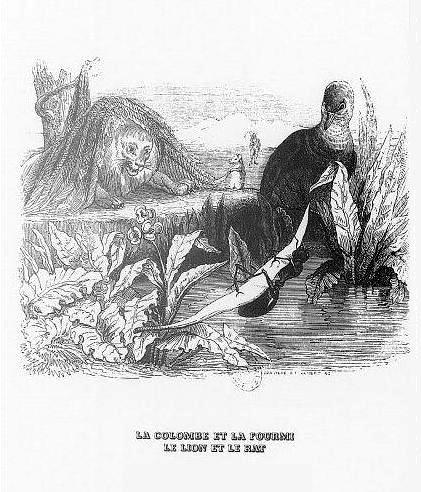
ありとはと

「ありとはと（蟻と鳩）」は、イソップ寓話の一つ。ペリー・インデックス235番。蟻の恩返しともいう。

## あらすじ
水を飲みに池に来たアリが溺れてしまった。ハトが木の葉をちぎって池に投げてやると、アリは葉によじ登って助かった。
その後、ハトが狩人に狙われる。アリはその狩人の足に噛みついた。狩人の矢は狙いを外れ、ハトは助かった。

## 教訓
他人に親切にしていれば、いずれは巡って自分に返ってくる（別のイソップ寓話である「ねずみの恩がえし」にも同様の教訓がある）。